# 魔女狩りの村
「魔女狩りの村」（まじょがりのむら、原題 : "The Witchfinders"）は、イギリスのSFドラマ『ドクター・フー』の第11シリーズ第8話。ジョイ・ウィルキンソンが脚本を、サリー・アプラハミアンが監督を担当し、2018年11月25日に BBC One で初放送された。視聴者数は721万人で、批評家からは一般に肯定的にレビューされた。

## あらすじ
タイムトラベラーの異星人13代目ドクター（演:ジョディ・ウィテカー）はグレアム・オブライエン（演:ブラッドリー・ウォルシュ）とライアン・シンクレア（演:トシン・コール）とヤズミン・カーン（演:マンディップ・ギル）と共にエリザベス1世の戴冠式を見学しようとしたが、誤って17世紀のランカシャーへタイムトラベルする。辿り着いた村は地主による魔女狩りが行われている最中であり、ドクターらは魔女追跡者を名乗って魔女狩りを止めようとするが、調査するうちに泥状の生命体が暗躍していることを悟る。

### 連続性
エピソードの終盤でターディスに入る際にドクターは "A brilliant man once said, 'any sufficiently advanced technology is indistinguishable from magic.'" と告げる。これはイギリスのSF作家アーサー・C・クラークが提唱したクラークの三法則の第三法則であり、過去には7代目ドクターと彼のコンパニオンのエースが "Battlefield"（1989年）で、ジャック・ハークネスが『秘密情報部トーチウッド』第4シリーズ第7話「因縁」（2011年）で、12代目ドクターが第9シリーズ第5話「死んだ少女」（2015年）で言及していた。

### 作品外部への言及
エピソードの終盤でスコットランド王のジェームズ6世に魔女狩りを再開しないように警告する際、グレアムはクエンティン・タランティーノの映画『パルプ・フィクション』 でのエゼキエル書を引用している。

### 歴史的言及
スコットランド王ジェームズ6世とライアンが森で話をしている際、ジェームズ6世は母メアリー・ステュアートが父ヘンリー・ステュアートを殺害したと説明している。これは歴史学上の推測に基づいている。

## 製作
「魔女狩りの村」の屋外のシーンはウェールズやイングランドのゴスポートに位置するリトル・ウッドハムの17世紀博物館で撮影された。撮影は2018年2月に行われ、サリー・アプラハミアンが監督した。

## 放送と反応
| 専門評論家によるレビュー           | 専門評論家によるレビュー |
| レビュー・スコア                   | レビュー・スコア         |
| 出典                               | 評価                     |
| ---------------------------------- | ------------------------ |
| エンターテインメント・ウィークリー | B+                       |
| デイリー・ミラー                   | [ 12 ]                   |
| メトロ                             | [ 13 ]                   |
| ニューヨーク・マガジン             | [ 14 ]                   |
| ラジオ・タイムズ                   | [ 15 ]                   |
| The A.V. Club                      | B+                       |
| デイリー・テレグラフ               | [ 17 ]                   |
| インデペンデント                   | [ 18 ]                   |
| TV Fanatic                         | [ 19 ]                   |

### 早すぎた公開
『ドクター・フー』はAmazonプライムでも配信されているが、同サービスが第7話「謎の差出人」と誤って本作をアップロードしてしまい、BBC One での放送より3日早く公開されてしまった。

### レーティングと評価
「魔女狩りの村」のその晩の視聴者数は566万人、番組視聴占拠率は27.9%で、イギリスの全チャンネルにおいてその晩では第4位、その週では第19位の記録を残した。合計視聴者数は721万人で、イギリスの全チャンネルでその週の17番目に多く視聴された番組となり、Audience Appreciation Index は81を記録した。
批評家からは肯定的にレビューされ、特にジェームズ6世役のアラン・カミングの演技が称賛された。

## 書籍版
本作は Target Collection の一部として2021年3月11日にペーパーバックとデジタル形式の両方でジョイ・ウィルキンソンによる小説版が発売される予定である。